# Sumberagung (Modo)
Sumberagung is een bestuurslaag in het regentschap Lamongan van de provincie Oost-Java, Indonesië. Sumberagung telt 2505 inwoners (volkstelling 2010).